# Jan Mergentaler
Jan Jerzy Mergentaler (ur. 27 czerwca 1901 w Podpińsku na Polesiu, zm. 22 grudnia 1995 we Wrocławiu) – polski astronom.

## Życiorys
Studia astronomiczne rozpoczął w Obserwatorium Astronomicznym Uniwersytetu Warszawskiego. W 1927, bez formalnego ukończenia studiów magisterskich, przeniósł się do Krakowa, gdy Tadeusz Banachiewicz zaproponował mu asystenturę na Uniwersytecie Jagiellońskim w charakterze obserwatora na Stacji Astronomicznej na Łysinie. Z obserwacji i badań powstała obroniona w 1933 pod opieką Tadeusza Banachiewicza praca doktorska. Następnie pracował na Uniwersytecie Lwowskim w Obserwatorium Astronomicznym pod kierunkiem Eugeniusza Rybki. Pracował na Uniwersytecie Wrocławskim i był dyrektorem tamtejszego obserwatorium.
W latach 1945–1946 był starszym asystentem na Akademii Górniczo-Hutniczej w Krakowie oraz zastępcą profesora na Uniwersytecie Marii Curie-Skłodowskiej w Lublinie. Od 1947 był adiunktem w Obserwatorium Astronomicznym UWr. Stopień naukowy docenta uzyskał w 1951 r., jednocześnie był zastępcą profesora. Tytuł profesora nadzwyczajnego uzyskał w 1954. Od 1960 profesor zwyczajny. Pracował jako prodziekan Wydziału Matematyczno-Fizyczno-Chemicznego Uniwersytetu Wrocławskiego (1953–1955) a także dyrektor Instytutu Astronomicznego tego uniwersytetu (1957–1971). Pracował na stanowisku kierownika katedry Heliofizyki i Astronomii Gwiazdowej od 1957 oraz jako konsultant naukowy w Zakładzie Astronomii PAN od 1970.
Członek honorowy Polskiego Towarzystwa Astronomicznego. Brał udział w założeniu i działalności Polskiego Towarzystwa Miłośników Astronomii, pracował także w redakcjach „Uranii” i „Mathesis Polskiej”. Po początkowym okresie badań nad gwiazdami zmiennymi swoje zainteresowania przekuł na fizykę Słońca. Twórca szkoły heliofizyki w polskiej astronomii. Inicjator rentgenowskich obserwacji Słońca w Polsce i pierwszego polskiego eksperymentu kosmicznego. Promotor 18 prac magisterskich i 10 prac doktorskich, autor kilkudziesięciu publikacji, czterech książek, w tym monografii Słońce i ponad 100 artykułów popularnonaukowych.
Pochowany na Cmentarzu Osobowickim we Wrocławiu.

## Odznaczenia i wyróżnienia
- Krzyż Kawalerski Orderu Odrodzenia Polski
- Krzyż Komandorski Orderu Odrodzenia Polski
- Medal 10-lecia Polski Ludowej
- Odznaka XV-lecia Wyzwolenia Dolnego Śląska
- Nagroda im. Włodzimierza Zonna PTA
- Złota Odznaka „Zasłużony dla Województwa i Miasta Wrocławia”
- nagroda Miasta Wrocławia
- Nagroda „Problemów” (1984)[2]